# Sudbourne
Sudbourne – wieś w Anglii, w hrabstwie Suffolk. Leży 28 km na wschód od miasta Ipswich i 134 km na północny wschód od Londynu.